# Félix Arvers
Félix Arvers (23. července 1806 Paříž – 7. listopadu 1850 tamtéž, pohřben v Cézy, Yonne) byl francouzský básník a dramatik.

## Život
Narodil se v Paříži. Původně byl právníkem, ale kolem svých třiceti let se začal věnovat divadlu. Některé z jeho her byly úspěšné, nicméně jeho nejproslulejším dílem je báseň Un Secret, kterou připsal své lásce Marii, dceři spisovatele Charlese Nodiera. Tato báseň mu zajistila úspěch a popularitu v pařížských literárních salonech a po jeho smrti se stala klasickým dílem francouzské romantické poezie.
Báseň pochází ze sbírky Mes heures perdues (1833, Ztracené hodiny), kterou napsal ve věku pětadvaceti let a ve které vyjádřil silným způsobem jednak svou bolest z neopětované lásky, jednak v ní zobrazil básníka drceného ústrky, nepochopením a pohrdáním, nicméně čerpajícího i v tísni důvěru ve své poslání.